# Flygkarusellen
Flygkarusellen var en åkattraktion i nöjesparken Liseberg i Göteborg. Attraktionen invigdes 1991, men togs bort år 2012, i samband med byggandet av Kaninlandet.
Attraktionen bestod av sex flygplan med plats för två barn i varje plan. Planen roterade kring attraktionens mitt med en hastighet av 5,9 varv per minut. I mitten av attraktion stod en staty föreställande en Lisebergskanin med fallskärm.
Det har tidigare funnits andra attraktioner med namnet Flygkarusellen på Liseberg. Den första redan när Liseberg invigdes 1923, men även 1951 och 1956 invigdes åkattraktioner med samma namn.

## Bilder

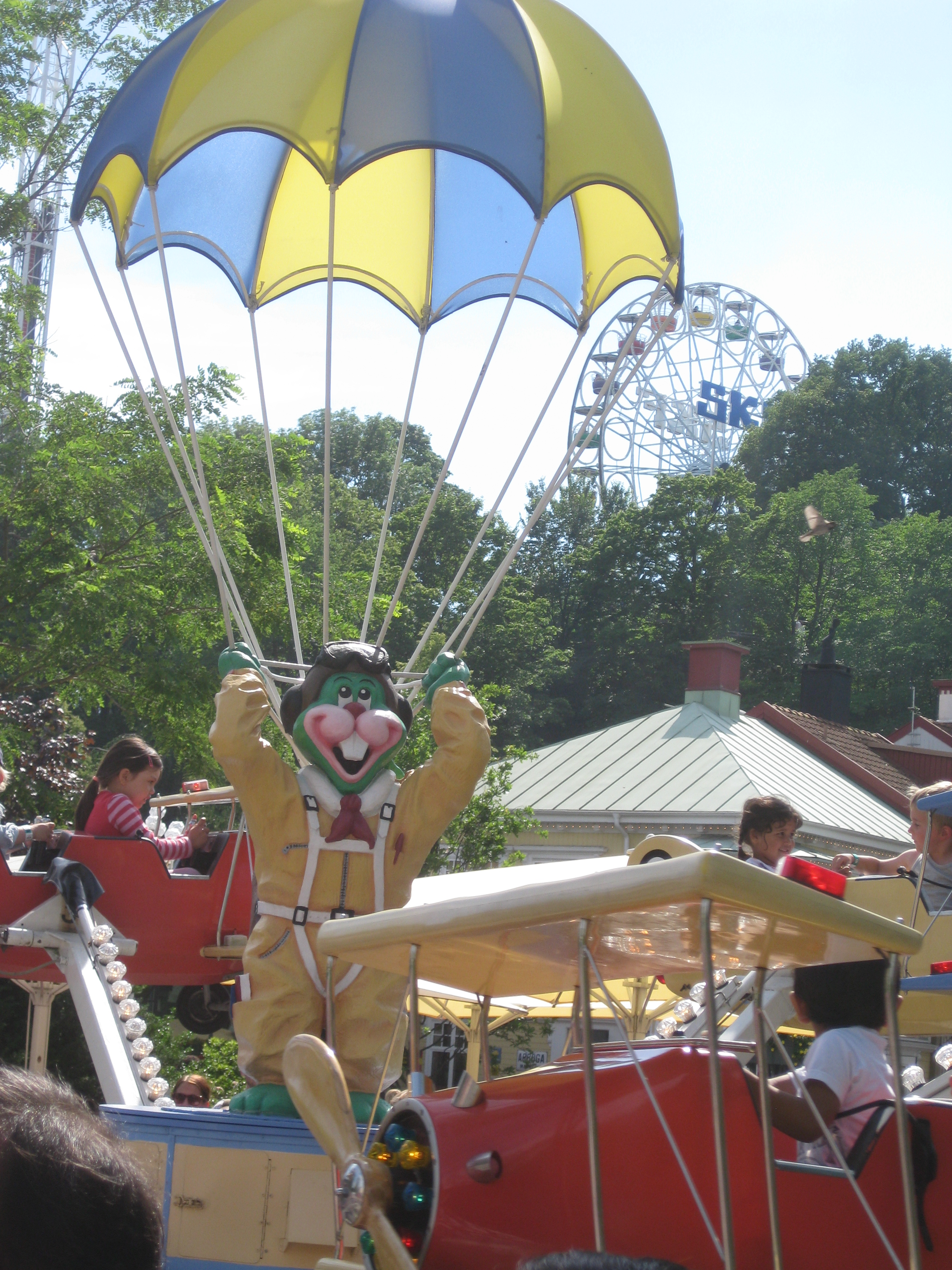
Lisebergskaninen i attraktionens mitt.
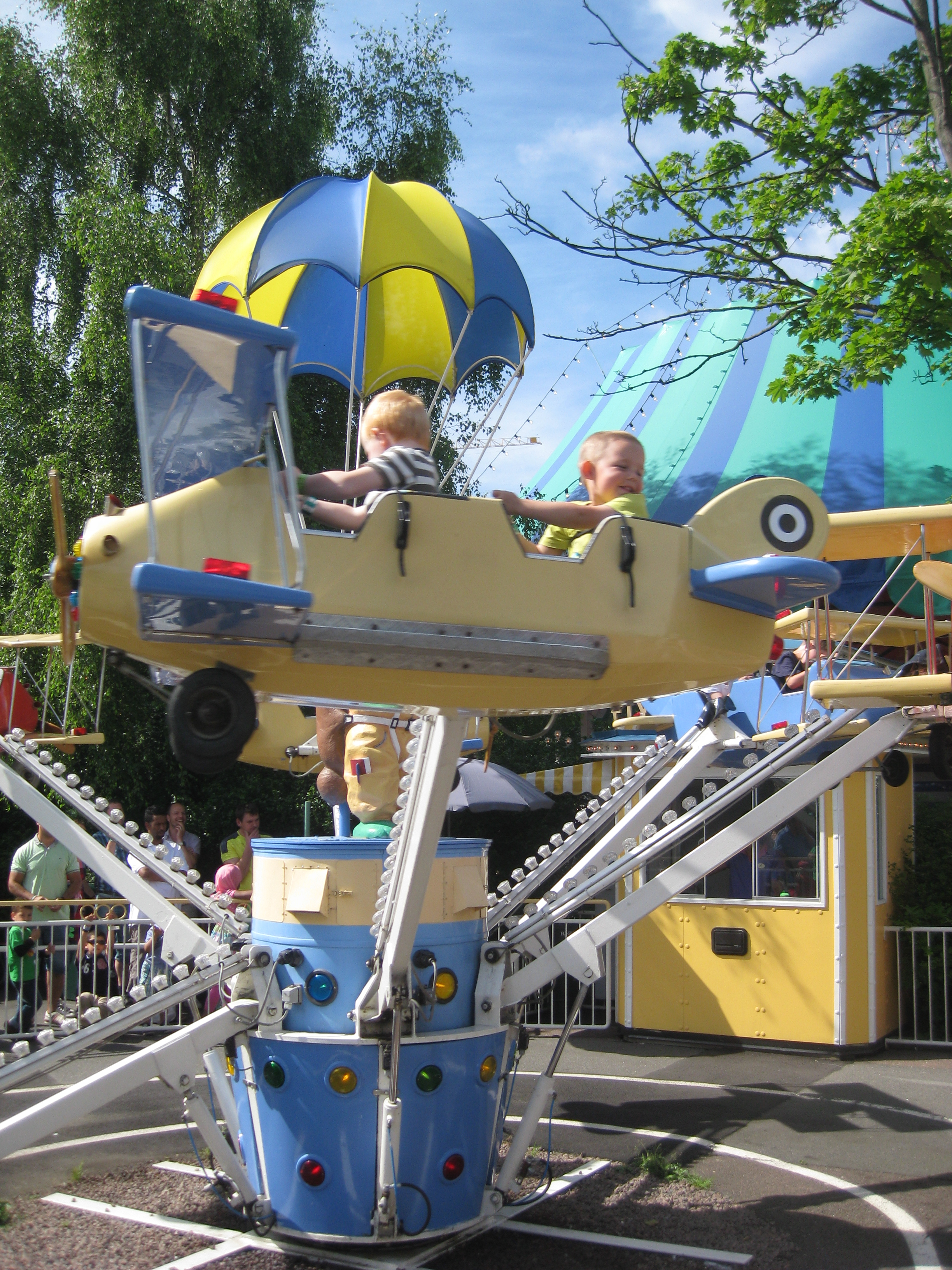
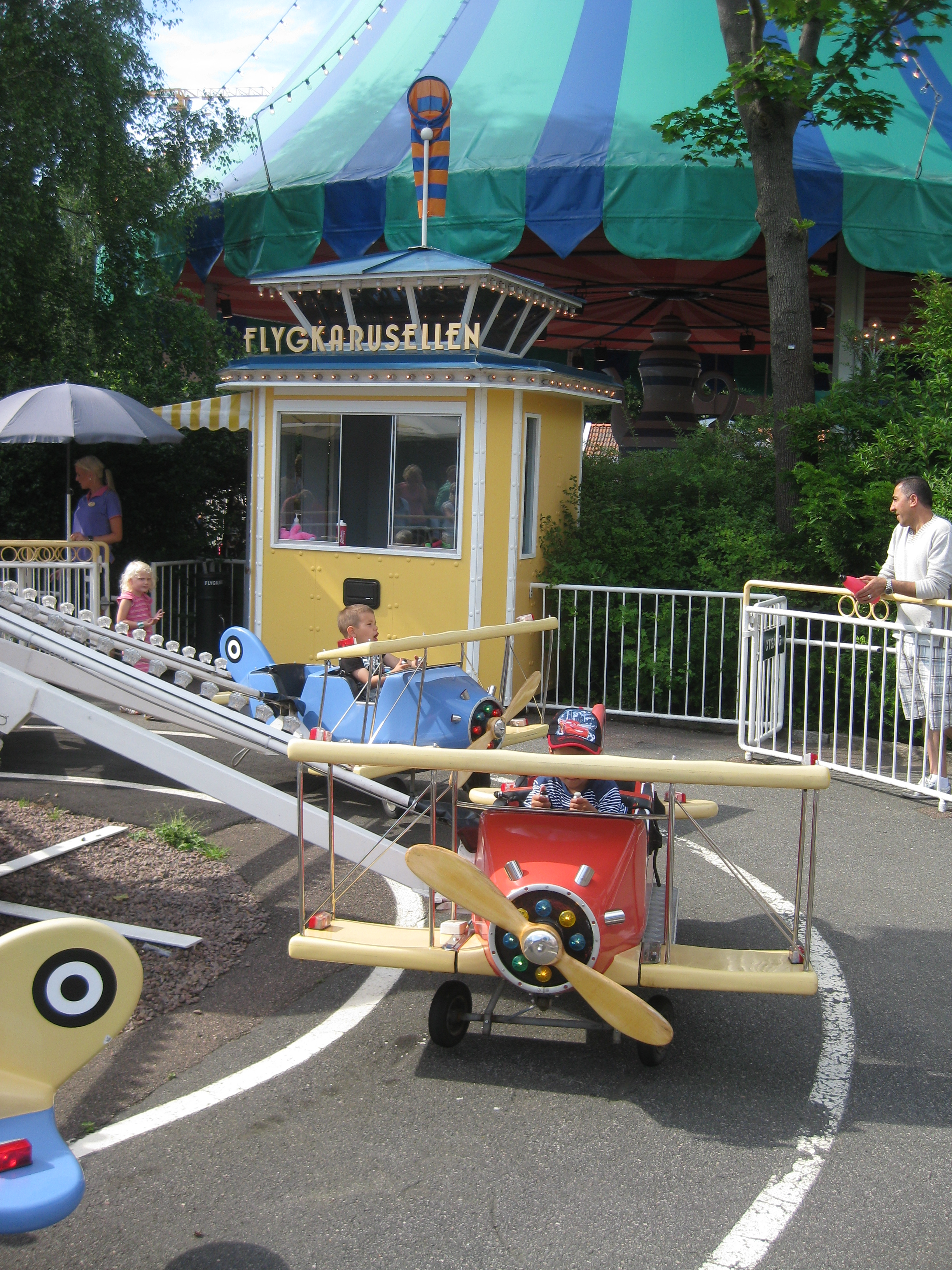
Attraktionens kontrollrum var utformat som ett flygtorn.
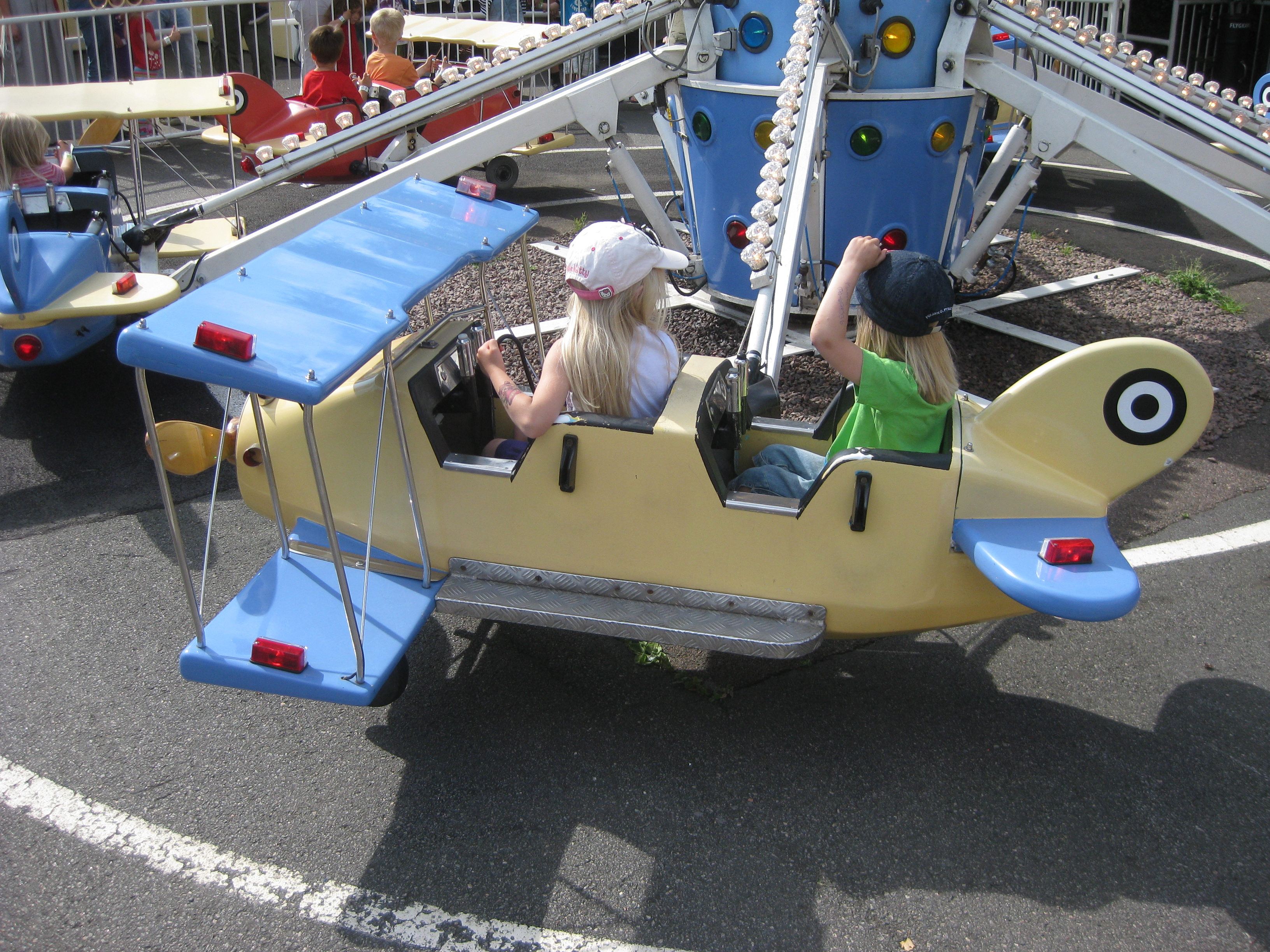